# Ялчикаево
Ялчика́ево, также Ялсыка́й (баш. Ялсыҡай) — деревня в Куюргазинском районе Башкортостана, входит в состав Таймасовского сельсовета.

## Население
| 2002 | 2009 | 2010 |
| ---- | ---- | ---- |
| 355  | ↗360 | ↗386 |

Национальный состав
Согласно переписи 2002 года, преобладающая национальность — башкиры (98 %).

## Географическое положение
Расстояние до:
- районного центра (Ермолаево): 27 км,
- центра сельсовета (Новотаймасово): 7 км,
- ближайшей ж/д станции (Кумертау): 20 км.

## Известные уроженцы
- Вахитов, Шавали Мухаметович (15 декабря 1932 – 21 декабря 2020) — животновод, мастер машинного доения, Герой Социалистического Труда[5].
- Хусаинов, Хурмат Хамзиевич (10 марта 1920 – 11 ноября 1995) — командир орудия 435-го истребительно-противотанкового артиллерийского полка 8-й отдельной истребительно-противотанковой артиллерийской бригады 69-й армии 1-го Белорусского фронта, старшина, полный кавалер ордена Славы[6].